# Liste der Monuments historiques in Kervignac
Die Liste der Monuments historiques in Kervignac führt die Monuments historiques in der französischen Gemeinde Kervignac auf.

## Liste der Bauwerke
| Bezeichnung                       | Beschreibung | Standort                   | Kennzeichnung | Schutzstatus | Datum | Bild |
| --------------------------------- | ------------ | -------------------------- | ------------- | ------------ | ----- | ---- |
| Dolmen Tri-Men                    |              | Tri-Men-de-Castello (Lage) | PA00091327    | Inscrit      | 1934  |      |
| Kapelle Notre-Dame de La Clarté   |              | Locadour (Lage)            | PA00091328    | Inscrit      | 1925  |      |
| Kreuz, sogenanntes Croix armoriée |              | Kerrio (Lage)              | PA00091329    | Inscrit      | 1934  |      |
| Park der Domaine de Kerlivio      |              | (Lage)                     | PA00091816    | Inscrit      | 1992  |      |